# James Hamilton (4. książę Hamilton)
James Hamilton, 4. książę Hamilton KG (ur. 11 kwietnia 1658 w Hamilton Palace w Londynie, zm. 15 listopada 1712 tamże) – szkocki arystokrata i dyplomata.
Jego ojcem był William Douglas, 3. książę Hamilton. James Hamilton urodził się w zamku Hamilton w Lanarkshire. Do roku 1698 był hrabia Arran. Kształcony na uniwersytecie w Glasgow. Po ukończeniu nauki wyruszył w Grand Tour.
W latach 1683–1684 ambasador angielski we Francji. Nie poparł chwalebnej rewolucji, więc Wilhelm III Orański więził go dwukrotnie w Tower of London.
W parlamencie szkockim popierał „projekt Darien” ustanowienia kolonii szkockiej w Panamie, który został storpedowany przez Hiszpanów, przy bierności Anglików.
Był przeciwny unii realnej z Anglią (1707) i proponował siebie na tron króla Szkocji.
Po okresie niełaski znów akceptowany w oczach władz zjednoczonej Wielkiej Brytanii. W roku 1712 ponownie ambasador we Francji i generał artylerii.
Charles Mohun, 4. baron Mohun zabił go pojedynku w Hyde Park 15 listopada 1712.

## Małżeństwo i potomstwo
W roku 1686 Hamilton poślubił Lady Anne Spencer, córkę hrabiego Sunderland. Mieli dwie córki. Anne zmarła w 1690, krótko po wydaniu na świat drugiej.
Hamilton poślubił potem Elizabeth Gerard, córkę barona Gerard w 1698, z którego to związku narodzili się:
- Lady Elizabeth Hamilton (1699-1702)
- Lady Catherine Hamilton (ok. 1700-1712)
- Lady Charlotte Hamilton (ok. 1701-1777)
- Lady Susan Hamilton (ok. 1702-1753)
- James Hamilton, 5. książę of Hamilton (1703-1743)
- Lord William Hamilton (ok. 1703-1734)
- Lord Anne Hamilton (1709-1748).